# Карл Домінік Пшездзецький
Кароль Домінік Пшездзецький (Karol Dominik Przeździecki; 1782–1832) — польський шляхтич, полковник польської армії.

## Життєпис
Помер 1782 року в селищі Чорний Острів.
З 1805 року власник маєтку Сморгоні. Він воював за Наполеона Бонапарта під час експедиції в Росію 1812 року як командир 21-го піхотного полку Варшавського герцогства, а пізніше 18-го полку уланів. Брав участь у битвах під Койдановом (15 листопада 1812 р.) та Лейпцигом (19 жовтня 1813 р.). У 1813 році нагороджений французьким орденом Почесного легіону за заслуги. У 1816 році він повернувся до Сморгоні.
Пшездзецький брав участь у Листопадовому повстанні 1830—1831 років, під час якого за власні кошти створив полк розпачу. Після падіння повстання російський уряд конфіскував його майно, а самому Пшездзецькому довелося тікати до Познані, що перебувала під владою Пруссії, де він помер у 1832 році.
Пшездзецький був двічі одружений. Першою дружиною була Анна Храповицька, дочка Антонія та Казимири з Буржинських. Після її смерті він одружився з Корнелією Горською, дочкою депутата Великого сейму Станіслава Августа та Анни з Немировичів-Щиттів.